# Фрідріх Генріх Віґґерс
Фрі́дріх Ге́нріх Ві́ґґерс (нім. Friedrich Heinrich Wiggers; 15 березня 1746 — 3 березня 1811) — німецький ботанік, який уклав флору Гольштайну в 1780 році. Існує кілька варіантів його імені, зокрема «Фрідріх Гіндріх» та латинізоване «Фредерікус Генрікус» й альтернативне прізвище «Віхерс».
У 1774 році Віґґерс вступив до Кільського університету та опублікував свою дисертацію «Primitiae Florae Holsaticae» у 1780 році. Через чотири роки, у 1784 році, він здобув докторський ступінь, ставши доктором медицини. Він оселився в Апенраде у Шлезвіґу, де одружився в 1785 році та згодом став батьком чотирьох дітей.
Стандартна абревіатура автора F.H.Wigg. використовується для позначення Віґґерса як автора при цитуванні ботанічної назви.